# Andrew Byrnes
Andrew Byrnes (ur. 22 maja 1983 w Toronto) – kanadyjski wioślarz, mistrz i wicemistrz olimpijski, mistrz świata.

## Osiągnięcia
- Mistrzostwa Świata – Eton 2006 – dwójka ze sternikiem – 3. miejsce
- Mistrzostwa Świata – Monachium 2007 – ósemka – 1. miejsce
- Igrzyska Olimpijskie – Pekin 2008 – ósemka – 1. miejsce
- Mistrzostwa Świata – Poznań 2009 – ósemka – 2. miejsce
- Mistrzostwa Świata – Bled 2011 – ósemka – 3. miejsce
- Igrzyska Olimpijskie – Londyn 2012 – ósemka – 2. miejsce